# 蒼い衝動 (アルバム)
『蒼い衝動』（原題：Woke up with a Monster）は、チープ・トリックが1994年に発表したアルバム。

## 解説
スタジオ・アルバムとしては4年ぶりの作品。バンドがデビュー当時から在籍したエピック・レコードと決別し、ワーナー・ブラザース・レコードへの移籍第1弾アルバムとして発表された。しかし、結果的には本作限りでワーナーとの契約を失う。
本作からのシングル「蒼い衝動」は、『ビルボード』誌のメインストリーム・ロック・チャートで16位に達した。

## 収録曲
1. マイ・ギャング - "My Gang" (Tom Petersson, Robin Zander, Rick Nielsen) - 4:22
2. 蒼い衝動 - "Woke up with a Monster" (R. Nielsen, T. Petersson, R. Zander) - 4:52
3. 僕にすべての愛を - "You're All I Wanna Do" (R. Nielsen, T. Petersson, R. Zander, Jim Peterik, J. Raymond, Terry Reid) - 4:03
4. 君だけを信じて - "Never Run out of Love" (R. Nielsen, J. Peterik) - 4:03
5. 永遠の絆 - "Didn't Know I Had It" (R. Nielsen, Todd Cerney) - 4:51
6. ライド・ザ・ポニー - "Ride the Pony" (R. Zander, Mark Spiro) - 4:56
7. ガールフレンド - "Girlfriends" (R. Nielsen, T. Petersson, R. Zander, B. Carlos) - 4:32
8. レット・ハー・ゴー - "Let Her Go" (Writers and Publishers pending) - 4:28
9. テル・ミー・エヴリシング - "Tell Me Everything" (T. Petersson, R. Nielsen, R. Zander, Michael McDonald, Julian Raymond) - 3:56
10. クライ・ベイビー - "Cry Baby" (T. Petersson, R. Nielsen, R. Zander) - 4:18
11. ラヴ・ミー・フォー・ア・ミニット - "Love Me for a Minute" (R. Zander, R. Nielsen, T. Petersson) - 4:12

### 日本盤ボーナス・トラック
1. サーベル・ダンス〜剣の舞〜 - "Sabre Dance" (Aram Khachaturian) - 4:05

## 参加ミュージシャン
- ロビン・ザンダー - ボーカル
- リック・ニールセン - ギター、バッキング・ボーカル
- トム・ピーターソン - ベース、バッキング・ボーカル
- バン・E・カルロス - ドラムス